# Giovanni Giorgio Trissino
Giovanni Giorgio Trissino (Vicenza, 22 de julio de 1877-Milán, 22 de diciembre de 1963) fue un jinete italiano que compitió en la modalidad de salto ecuestre. Participó en los Juegos Olímpicos de París 1900, obteniendo dos medallas, oro en la prueba de salto alto y plata en salto largo.

## Palmarés internacional
| Juegos Olímpicos | Juegos Olímpicos | Juegos Olímpicos | Juegos Olímpicos |
| Año              | Lugar            | Medalla          | Categoría        |
| ---------------- | ---------------- | ---------------- | ---------------- |
| 1900             | París (Francia)  | Medalla de oro   | Salto alto       |
| 1900             | París (Francia)  | Medalla de plata | Salto largo      |